# Амазонит
Амазонитът е синьо-зелен силикатен минерал. Формулата му е Pb, KAlSi3O8 с примеси от натрий. Този минерал садържа ОЛОВО. Твърдостта му е 6-6,5 по скалата на Моос. Цветът на чертата е бял. Амазонитът е полупрозрачен до непрозрачен и решетъчната му система е триклинна. Името „ амазонит“ се отнася до разновидност на микроклина (който е вид фелдшпат). Дълги години минералозите са си блъскали главите, зощото не могли да разберат от къде се получава този така красив цвят. Предполагало се, че се дължи наличието на мед. През 1985г. било проведено задълбочено изследване. Резултатът бил, че цветът произлизал от садържаноето на олово в състава на този прекрасен минерал. Кристалите му се срещат в пегматити, в кухини и други подземни образувания, където могат да се развиват безпрепятствено. 
Кръстен е на река Амазонка, откъдето са добивани зелени камъни, макар да е неясно дали са били амазонит. От над 3 000 години се използва за правене на бижута, както свидетелстват археологически надохди от Древен Египет и Месопотамия, но не се споменава в писмените източници. За първи път е описан като отделен минерал едва пред XVIII век.